# Werner Graf (Politiker)

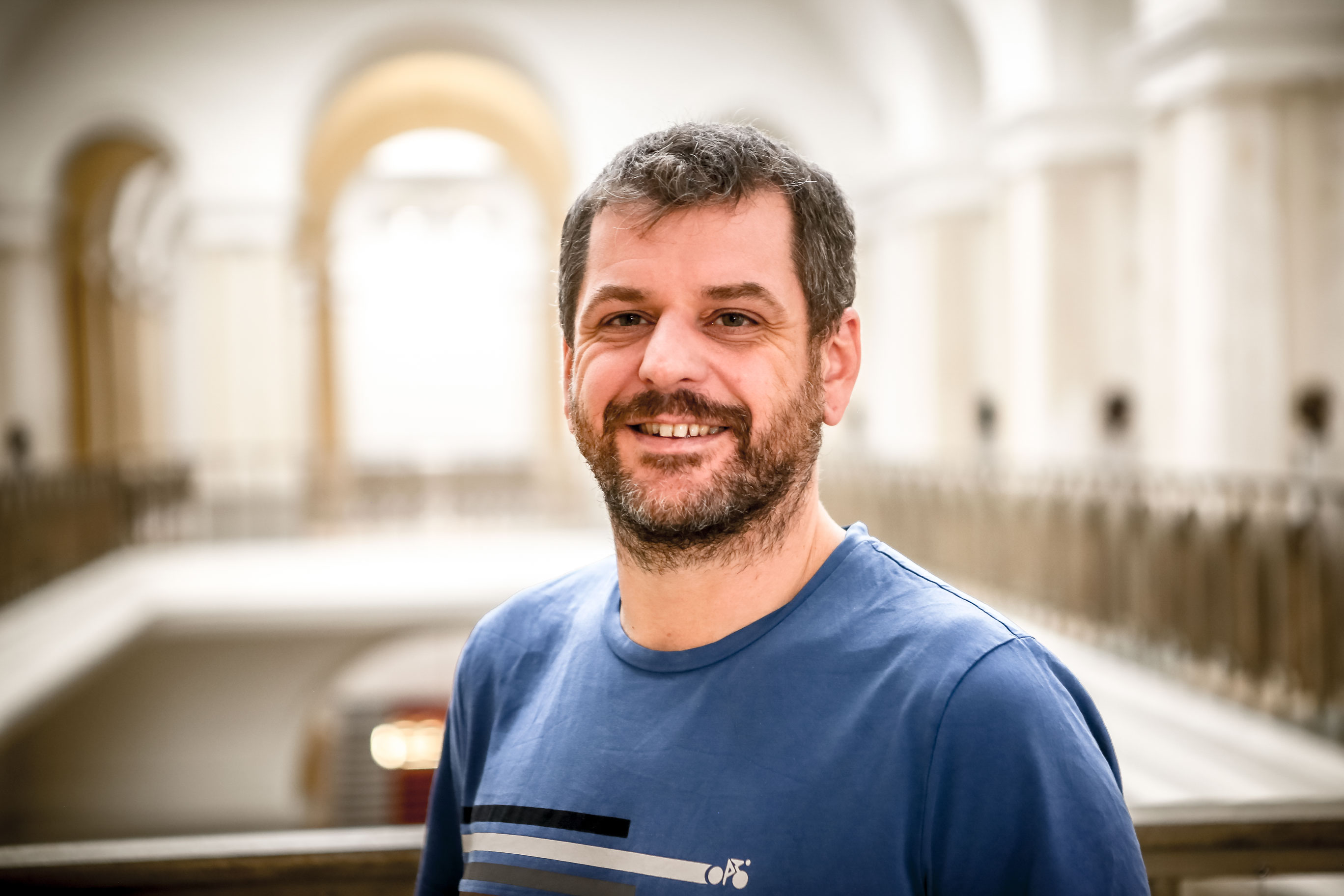
Werner Graf (2021)

Werner Graf (* 1980 in Neumarkt in der Oberpfalz) ist ein deutscher Politiker (Bündnis 90/Die Grünen). Er gehört seit 2021 dem Abgeordnetenhaus von Berlin an. Von Dezember 2016 bis Dezember 2021 war er gemeinsam mit Nina Stahr Landesvorsitzender der Berliner Grünen. Er ist seit dem 15. März 2022 Fraktionsvorsitzender der Grünen im Berliner Abgeordnetenhaus.

## Leben
Von 1998 bis 2000 war Graf im Landesvorstand der Grünen Jugend Bayern. Von 2000 bis 2002 war Graf Bundessprecher der Grünen Jugend.
Von Oktober 2006 bis 2010 studierte er an der Hochschule Bremen im Bachelor-Studiengang „Internationales Politikmanagement“.
Werner Graf schrieb von 2008 bis 2010 für den Blog Mädchenmannschaft. Als einziger Mann neben sechs Frauen veröffentlichte er auf diesem Blog Artikel zum Thema Feminismus und Gender. Von 2010 bis 2013 war er Mitarbeiter der Grünen-Vorsitzenden Claudia Roth in der Bundesgeschäftsstelle der Partei. Von 2013 bis 2016 war er als Mitarbeiter des Bundestagsabgeordneten Frithjof Schmidt tätig.
Graf wurde im Dezember 2016 auf einer Landesdelegiertenkonferenz (Landesparteitag) der Berliner Grünen gemeinsam mit Nina Stahr zum Landesvorsitzenden gewählt. Im November 2018 und im Oktober 2020 wurden die beiden jeweils im Amt bestätigt. Bei der Vorsitzendenwahl im Dezember 2021 traten Graf und Stahr nicht mehr an.
2018 war Graf Mitglied im Geschäftsführenden Ausschuss (Kreisvorstand) von Bündnis 90/Die Grünen Friedrichshain-Kreuzberg tätig.
Bei der Berliner Abgeordnetenhauswahl 2021 kandidierte er auf Platz 6 der Grünen Landesliste und zog daraufhin in das Abgeordnetenhaus von Berlin ein. Nach dem überraschenden Rücktritt von Antje Kapek wurde Graf am 15. März 2022 zum Fraktionsvorsitzenden der Grünen im Berliner Abgeordnetenhaus gewählt. Dieses Amt übte er bis März 2023 gemeinsam mit Silke Gebel aus; seither gemeinsam mit Bettina Jarasch. Bei der Wiederholungswahl 2023 verteidigte er sein Mandat für das Abgeordnetenhaus.
Innerhalb der Partei wird Graf dem linken Parteiflügel zugerechnet.